# فرودگاه گلتی
فرودگاه گلتی (به انگلیسی: Galatea Aerodrome) یک فرودگاه خصوصی است که یک باند فرود چمن دارد و طول باند آن ۱۰۲۵ متر است. این فرودگاه در کشور نیوزلند قرار دارد و در ارتفاع ۱۶۸ متری از سطح دریا واقع شده‌است.